# Mönchengladbachs flygplats
Mönchengladbachs flygplats (tyska: Verkehrslandeplatz Mönchengladbach) (IATA:MGL, ICAO:EDLN är en civil flygplats utanför Mönchengladbach i Tyskland. Av ägarna betecknas flygplatsen som "Flughafen Düsseldorf-Mönchengladbach" (av reklamskäl) trots att den är inte klassificerad som Flughafen och officiellt heter Mönchengladbach. 

## Historik
- 1955 Flygplatsen grundas, då med en mindre bana för segelflyg.
- 1957 Flygplatsen får sin första hangar.
- 1958 Flygplatsen får ett kontrolltorn plus en passagerarterminal.
- 1970-1973 byggs en ny start/landningsbana på 1 200 meter (vilken används än idag).

## Verksamhet och framtid
Efter det att flygbolaget GLOBUS lämnade flygplatsen, upphörde de reguljära avgångarna från Mönchengladbach. Flygplatsen ägs till 70 % av bolaget som driver Düsseldorfs internationella flygplats och resterande 30 % ägs av NVV AG. 
För att lösa problemet med för kort bana hade man ansökt om att få förlänga start-/landningsbanan. Banan var planerad till att få en längd på 2.320 meter. Till det planerades det även en terminal som ska klara 3 miljoner passagerare per år. I december 2009 tillkännagav dock Flughafen Düsseldorf GmbH att man inte längre planerar att bygga ut flygplatsen. 